# Zach Woods
Zach Woods (Virginia Beach, Virginia, 25 de septiembre de 1984) es un actor y comediante estadounidense. A partir de 2010-11 personificó a Gabe Lewis en la serie de NBC, The Office. Comienza a trabajar regularmente en la temporada 7.

## Carrera

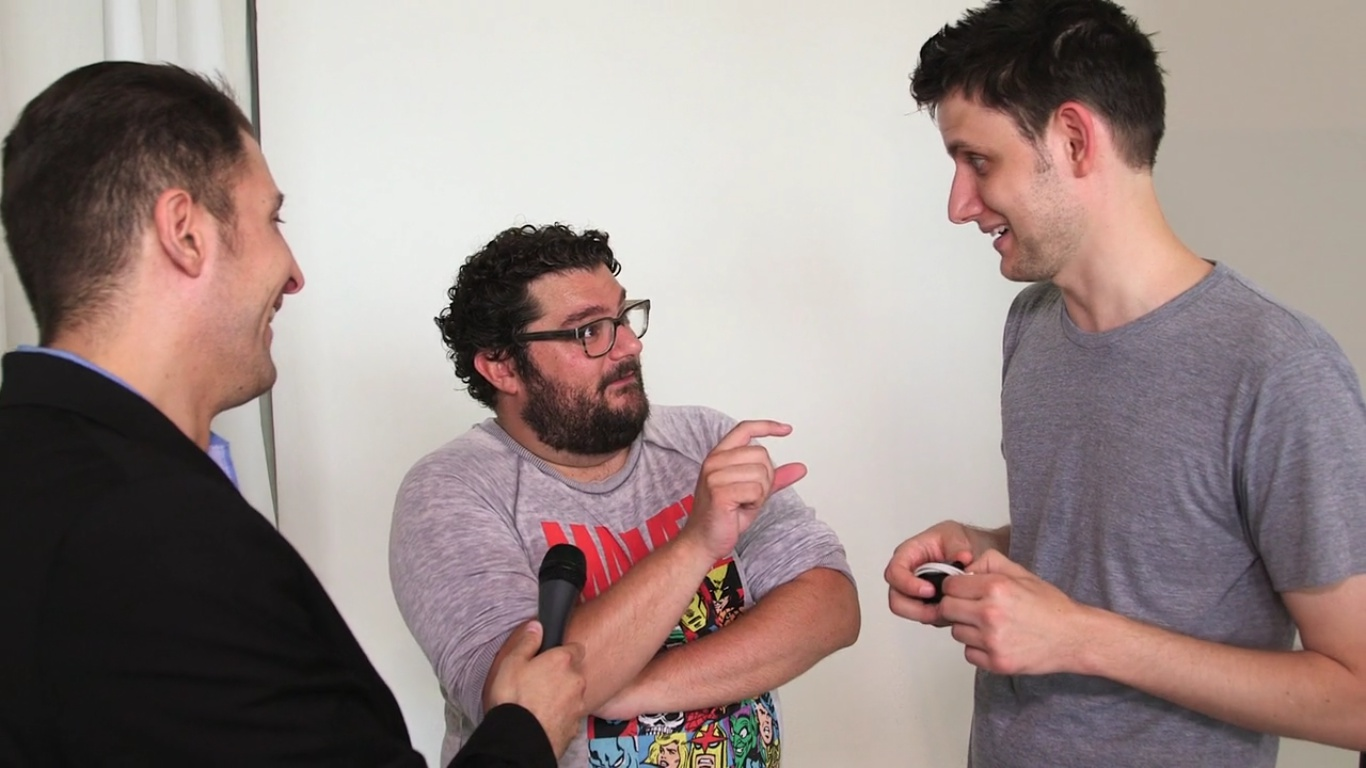
Los comediantes Bobby Moynihan y Zach Woods en el maratón anual Del Close en la ciudad de Nueva York.

Woods es intérprete habitual de Upright Citizens Brigade Theatre y forma parte de la troupe de improvisación sketch "The Stepfathers", cuyos miembros incluyen a Bobby Moynihan y Gethard Chris. Fue profesor de improvisación en la Universidad de Columbia, la Universidad de Duke y en Lincoln Center.
Ha aparecido en películas como In the Loop, The Other Guys y en el sketch "Adam and Eve in the Friends Zone". Woods también aparecerá en la próxima temporada, la tercera parte de HBO, Bored to death, que comenzará a transmitirse a finales de 2011.
En 2010, Woods apareció como un zombi en un comercial de dulces Starburst.
Desde 2014, Woods aparece como personaje regular, Jared, en la serie de la HBO Sillicon Valley. También aparece en Veep como Ed Webster.
Asistió a la New York University's Gallatin School de estudio individualizado, donde estudió el movimiento de derechos civiles y su relación al cristianismo.

## Filmografía
| Películas | Películas                            | Películas           | Películas                                            |
| Año       | Título                               | Personaje           | Notas                                                |
| --------- | ------------------------------------ | ------------------- | ---------------------------------------------------- |
| 2004      | Terrorists                           | Cajero de drugstore |                                                      |
| 2009/III  | Strangers                            | Hombre              |                                                      |
| 2009      | In the Loop                          | Chad                |                                                      |
| 2009      | Washingtonienne                      | Mark                | Episodio: "Pilot"                                    |
| 2009      | The Honkys                           | O.G                 |                                                      |
| 2010      | The Other Guys                       | Matt                |                                                      |
| 2010      | Flipped                              | Douglas             |                                                      |
| 2011      | High Road                            | Tommy               |                                                      |
| 2011      | Andy and Zach                        | Zach                |                                                      |
| 2011      | Funny or Die Presents                | Stuart              | Episodio #2.9: segmento, "Welcome to My Study"       |
| 2010–2013 | The Office                           | Gabe Lewis          | Invitado a la sexta temporada, regular en la séptima |
| 2011      | The Podcast                          | Gabe Lewis          |                                                      |
| 2011      | Damsels in Distress                  | Rick DeWolfe        |                                                      |
| 2011      | Bored to Death                       | Fan de Super Ray    |                                                      |
| 2014-2019 | Silicon Valley (serie de televisión) | Donald 'Jared' Dunn |                                                      |
| 2015      | Spy                                  |                     |                                                      |
| 2016      | Other People                         | Paul                |                                                      |
| 2016      | Ghostbusters                         | Garrett             |                                                      |
| 2016      | Mascots                              | Mike Murray         |                                                      |
| 2017      | Other People                         | Paul Cook           |                                                      |
| 2017      | The Lego Ninjago Movie               | Zane                | Voice                                                |
| 2017      | Zane's Stand Up Promo                | Zane                | Voice Short film                                     |
| 2017      | The Post                             | Anthony Essaye      |                                                      |
| 2019      | The Angry Birds Movie 2              | Carl                | Voice                                                |
| 2020      | Downhill                             | Zach                |                                                      |
| 2020      | David                                |                     | Short film Director, writer and producer             |
| TBA       | Spin Me Round                        |                     | Filming                                              |